# Vil·la Teresa (les Borges Blanques)
La Vil·la Teresa és un edifici de les Borges Blanques (Garrigues) que forma part de l'Inventari del Patrimoni Arquitectònic de Catalunya.

## Descripció
És un edifici de planta hexagonal de proporcions acurades. Té tres plantes, la planta baixa i la superior tenen un perfil hexagonal i la primera, en forma d'estrella. Els murs estan arrebossats i la coberta és de teula àrab. Els frontons i les cornisses fan pensar en el neoclàssic i altres influències del segle xviii francès. És una construcció força interessant degut a l'originalitat de la seva torre central i les cobertes a diferents nivells.

## Història
Els marquesos d'Olivart van fer construir la Vil·la per passar-hi les vacances.Hom pensa que la casa és anterior a 1900. Avui resta molt malmesa degut a la manca de protecció. Posteriorment passà a mans de la família Claveria i actualment és propietat de la família Martí Gelonch.